# 아르틴 환
환론에서 아르틴 환(Artin環, 영어: Artinian ring)은 아이디얼들이 내림 사슬 조건을 만족하는 환이다. 표면적으로는 뇌터 환의 반대 개념이지만, 사실 뇌터 환보다 훨씬 강한 개념이다. 대수기하학적으로 아르틴 가환환의 스펙트럼은 0차원 뇌터 아핀 스킴에 해당한다.

## 정의

### 아르틴 가군
환 {\displaystyle R} 위의 왼쪽·오른쪽 가군 {\displaystyle M}의 부분 가군들의 격자 {\displaystyle \operatorname {Sub} (M)}가 내림 사슬 조건을 만족시킨다면, {\displaystyle M}이 왼쪽·오른쪽 아르틴 가군(영어: Artinian module)이라고 한다.
가환환 위의 가군의 경우, 좌우 가군의 구분이 없으므로, 두 개념이 서로 일치한다.

### 아르틴 환
환 {\displaystyle R}가 스스로 위의 왼쪽·오른쪽 가군으로서 왼쪽·오른쪽 아르틴 가군을 이룬다면, {\displaystyle R}를 왼쪽·오른쪽 아르틴 환(영어: left/right Artinian ring)이라고 한다. 왼쪽 아르틴 환이자 오른쪽 아르틴 환인 환을 아르틴 환이라고 한다. 환을 스스로의 가군으로 간주한다면, 부분 가군은 왼쪽·오른쪽 아이디얼이다. 따라서, 이는 왼쪽·오른쪽 아이디얼들의 격자가 내림 사슬 조건을 만족시키는 것과 같다.
가환환의 경우 왼쪽 아이디얼과 오른쪽 아이디얼의 구분이 없으므로, 왼쪽 아르틴 환 · 오른쪽 아르틴 환 · 아르틴 환의 개념이 전부 일치한다.

## 성질

### 아르틴 가군
환 {\displaystyle R} 위의 왼쪽 가군 {\displaystyle M} 및 부분 가군 {\displaystyle N\subseteq M}에 대하여, 다음 두 조건이 서로 동치이다.:20, (1.20)
- {\displaystyle M}이 아르틴 가군이다.
- {\displaystyle N}과 {\displaystyle M/N} 둘 다 아르틴 가군이다.

(유사한 조건이 뇌터 가군에 대해서도 성립한다.)
왼쪽 아르틴 환 {\displaystyle R} 위의 유한 생성 왼쪽 가군은 아르틴 가군이다.:21, Proposition 1.21 (유사한 조건이 뇌터 가군에 대해서도 성립한다.)
환 {\displaystyle R} 위의 왼쪽 가군 {\displaystyle M}에 대하여, 다음 두 조건이 서로 동치이다.:20, (1.19)
- {\displaystyle M}은 뇌터 가군이자 아르틴 가군이다.
- {\displaystyle M}은 유한한 길이의 합성열을 갖는다. 즉, {\displaystyle M_{0}\subsetneq M_{1}\subsetneq \cdots \subsetneq M_{k}=M}이 존재하며, {\displaystyle M_{i}/M_{i-1}}은 모두 단순 가군이다.

특히, 유한 집합인 가군은 항상 뇌터 가군이자 아르틴 가군이다.

### 아르틴 환
모든 유한환은 아르틴 환이다.
홉킨스-레비츠키 정리(영어: Hopkins–Levitzki theorem)에 따르면, 다음이 성립한다.
- 모든 왼쪽 아르틴 환은 왼쪽 뇌터 환이다.
- 모든 오른쪽 아르틴 환은 오른쪽 뇌터 환이다.
- 모든 (양쪽) 아르틴 환은 (양쪽) 뇌터 환이다.

그러나 이는 가군에 대하여 성립하지 않는다. 즉, 뇌터 가군이 아닌 아르틴 가군이 존재한다.
아르틴-웨더번 정리(영어: Artin–Wedderburn theorem)에 따르면, 임의의 환에 대하여 다음 조건들이 서로 동치이다.
- 왼쪽 아르틴 단순환이다.
- 오른쪽 아르틴 단순환이다.
- 나눗셈환 위의 행렬환이다.

### 아르틴 가환환
가환환 {\displaystyle R}에 대하여, 다음 조건들은 서로 동치이다.
- {\displaystyle R}는 아르틴 환이다.
- {\displaystyle R}는 유한개의 가환 아르틴 국소환들의 곱이다.[2]:90, Theorem 8.7
- {\displaystyle R}는 뇌터 환이며, 크룰 차원이 0이다.[2]:90, Theorem 8.5
- {\displaystyle R}는 뇌터 환이며, {\displaystyle \operatorname {Spec} R}는 유한 개의 점을 가지는 이산 공간이다.[2]:92, Exercise 8.2ii
- {\displaystyle R}는 뇌터 환이며, {\displaystyle \operatorname {Spec} R}는 이산 공간이다.[2]:92, Exercise 8.2iii

즉, 대수기하학에서 아르틴 조건은 유한 이산 공간에 해당하는 조건이다.
정역 {\displaystyle R}에 대하여, 다음 두 조건이 서로 동치이다.
- 아르틴 환이다.
- 체이다.

뇌터 국소환 {\displaystyle (R,{\mathfrak {m}})}에 대하여, 다음 두 조건이 서로 동치이다.:90, Proposition 8.6
- 아르틴 환이다.
- {\displaystyle {\mathfrak {m}}^{n}=0}인 자연수 {\displaystyle n\in \mathbb {N} }이 존재한다.

아르틴 가환환에 대하여, 다음이 성립한다.
- 모든 소 아이디얼이 극대 아이디얼이다.[2]:89, Proposition 8.1
- 유한 개의 소 아이디얼을 갖는다.[2]:89, Proposition 8.3
- 영근기 {\displaystyle {\sqrt {0}}}가 제이컵슨 근기(영어: Jacobson radical)와 같다.[2]:89, Corollary 8.2

## 예

### 아르틴 벡터 공간
체 {\displaystyle K} 위의 가군(벡터 공간)의 경우 다음 세 조건이 서로 동치이다.
- 아르틴 가군이다.
- 뇌터 가군이다.
- 유한 차원 벡터 공간이다.

### 아르틴 아벨 군
아벨 군은 정수환 {\displaystyle \mathbb {Z} } 위의 가군이므로, 아르틴 아벨 군을 생각할 수 있다. 이 경우, 다음 포함 관계가 성립한다.
아벨 유한군 ⊊ 아르틴 아벨 군 ⊊ 꼬임군
여기서 꼬임군 {\displaystyle G}는 임의의 원소 {\displaystyle g\in G}에 대하여, {\displaystyle ng=0}인 양의 정수 {\displaystyle n\in \mathbb {Z} ^{+}}가 존재하는 아벨 군이다.

### 오른쪽 아르틴 환이 아닌 왼쪽 아르틴 환
무한 차수의 체의 확대
{\displaystyle L/K}
{\displaystyle \dim _{K}L\geq \aleph _{0}}
가 주어졌다고 하자. (예를 들어, {\displaystyle L/K=\mathbb {R} /\mathbb {Q} }를 잡을 수 있다.) 그렇다면 삼각환
{\displaystyle {\begin{pmatrix}L&L\\0&K\end{pmatrix}}=\left\{{\begin{pmatrix}a&b\\0&c\end{pmatrix}}\colon a,b\in L,\;c\in K\right\}}
를 생각하자. 이는 왼쪽 아르틴 환이자 왼쪽 뇌터 환이지만, 오른쪽 아르틴 환이나 오른쪽 뇌터 환이 아니다.:22, Corollary 1.24

### 아르틴 환이 아닌 0차원 국소환
체 {\displaystyle K}에 대한 가한 무한 다항식환 {\displaystyle K[x_{1},x_{2},\dots ]}의 몫환
{\displaystyle K[x_{1},x_{2},\dots ,x_{n},\dots ]/(x_{1},x_{2}^{2},\dots ,x_{n}^{n},\dots )}
을 생각하자.:91 이는 하나의 소 아이디얼만을 갖는 0차원 국소환이지만, 뇌터 환이 아니며 따라서 아르틴 환도 아니다.

### 아르틴 환이 아닌 0차원 가환 축소환
체들의 집합 {\displaystyle \{K_{i}\}_{i\in I}}를 생각하자. 그렇다면, 이들의 직접곱
{\displaystyle \prod _{i\in I}K_{i}}
은 항상 크룰 차원이 0차원인 축소환이다. 그렇다면 다음 세 조건이 서로 동치이다.
- {\displaystyle \prod _{i\in I}K_{i}}는 아르틴 환이다.
- {\displaystyle \prod _{i\in I}K_{i}}는 뇌터 환이다.
- {\displaystyle I}는 유한 집합이다.

즉, 무한 개의 체들의 직접곱은 0차원 가환 축소환이지만 아르틴 환이 아니다.

### 뇌터 가군이 아닌 아르틴 가군
프뤼퍼 군
{\displaystyle \mathbb {Z} (p^{\infty })\cong \mathbb {Z} [1/p]/\mathbb {Z} }
을 생각하자. 이는 아벨 군이므로, 정수환 위의 가군으로 생각할 수 있다. 이는 아르틴 가군이지만, 뇌터 가군이 아니다. 예를 들어, 부분군의 오름 사슬
{\displaystyle \langle 1/p\rangle \subseteq \langle 1/p^{2}\rangle \subseteq \cdots }
은 최대 원소를 갖지 않는다.

## 역사
에밀 아르틴의 이름을 따 지어졌다.

## 같이 보기
- 뇌터 환
- 크룰 차원